# Lamprocryptus pulcher
Lamprocryptus pulcher là một loài tò vò trong họ Ichneumonidae.